# 원효대교
원효대교(元曉大橋)는 서울특별시의 한강에 위치한 다리이다. 용산구 원효로4가와 영등포구 여의도동을 잇는다. 1978년 7월에 착공, 1981년 10월 27일에 완성되었다. 폭은 20미터 (차도폭 15.4미터, 보도폭 4.6미터)에, 4차선 규모로 총연장 1,120미터 길이를 지니고 있다. 원효대교는 지보공이 없는 프리스트레스트 콘크리트 장대교량이다.
원효대교는 독일의 디비닥 공법 및 프리 캔틸레버 공법을 이용하여 건설되었다. 원래 동아건설(주)에서 건설했다.
서울특별시는 대한민국 최초로 디비닥 공법을 도입하여 건설한 원효대교를 보존가치가 충분하다고 여겨 서울시미래유산으로 선정하였다. 원효대교 남쪽에 63빌딩이 있다.

## 연혁
- 1978년 7월 : 착공
- 1981년 10월 27일 : 개통
- 1981년 12월 10일 : 통행료 징수 개시[5]
- 1983년 2월 1일 : 동아건설이 서울시에 원효대교를 헌납하면서 통행료 징수 폐지[6]

## 통행료
1981년 12월 10일부터 통행료를 징수했으나, 차량통행이 워낙 적은데다 통행료를 부과하는 바람에 차량들이 통행을 기피하면서 가로등 전력비도 뽑지 못하여 이후 1983년 2월 1일 동아건설이 서울특별시에 헌납하였다. 다리의 소유권을 서울특별시에 기부한 이후 톨게이트는 철거되었다.
아래는 1981년 12월 10일부터 1983년 2월 1일까지 징수한 통행 요금표이다.
| 구분                 | 통행료 |
| -------------------- | ------ |
| 2륜, 3륜차           | 100원  |
| 승용차, 버스, 화물차 | 200원  |
| 특수차(10t 이상)     | 200원  |

## 관련 작품

### 영화
2006년 개봉되었던 대한민국 영화 괴물의 감독 봉준호는 원효대교를 영화 내 삽입된 전투 장면의 배경으로 결정했다. 영화 속에서 원효대교는 괴물이 은신하는 장소이자, 영화 내에서 주인공의 딸이 납치되는 장소이다. 낙점의 이유는 다리 아래에 있는 하수구가 영화의 컨셉과 맞기 때문이었으며, 또 다른 이유로는 원효대교의 외관이 다른 다리와는 달리 다이내믹하고 긴장감을 주기 때문이었다는 것이다.

야경
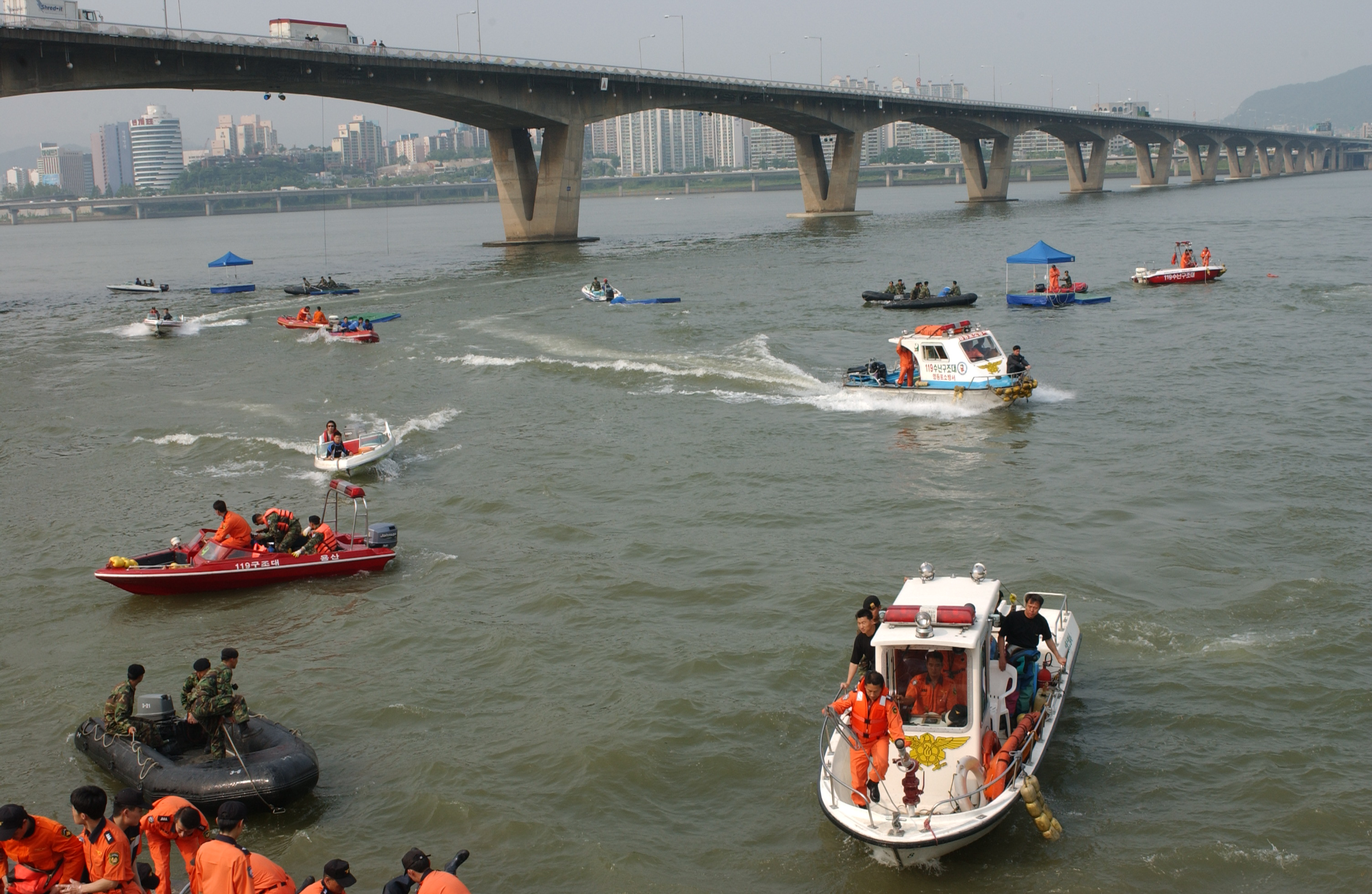
소방공무원(소방관) 활동 사진 수난구조
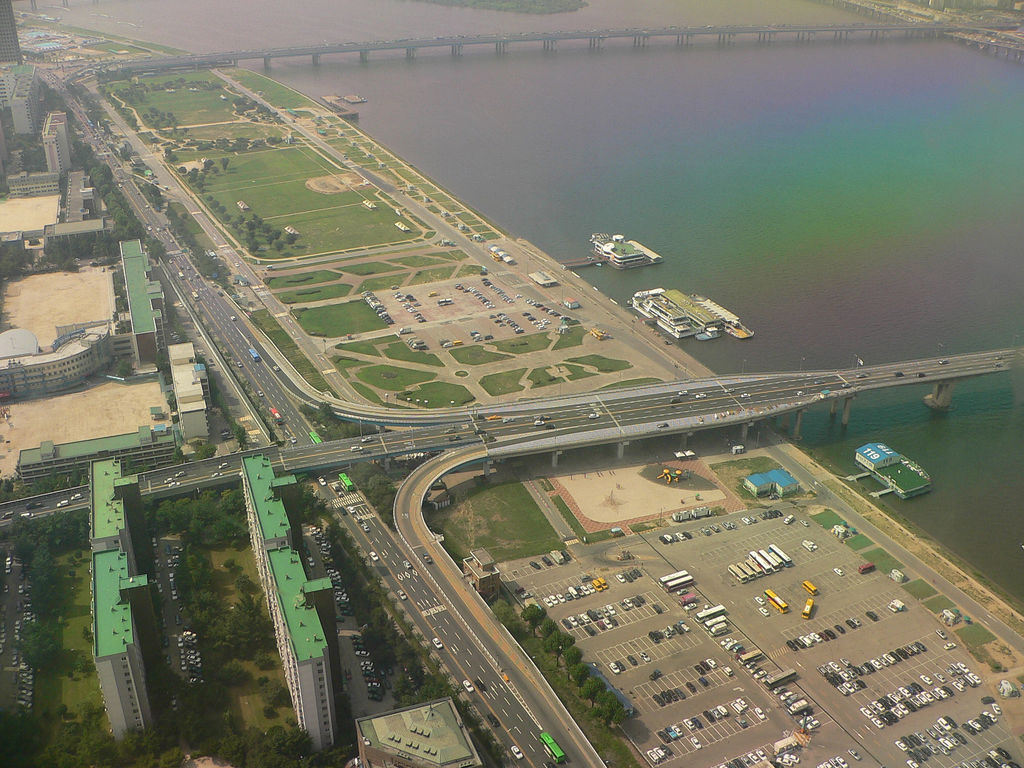
원효대교

## 같이 보기
- 한강다리 탄생1백주년… 전문가 2인이 매긴 성적표[깨진 링크(과거 내용 찾기)]: 국민일보